# 30 Rock (6.ª temporada)
A sexta temporada de 30 Rock, uma série de televisão norte-americana de comédia de situação, estreou na noite de 12 de Janeiro de 2012 na rede de televisão National Broadcasting Company (NBC) e terminou a 17 de Maio do mesmo ano. Foi produzida pelas companhias Broadway Video e Little Stranger, em associação com a NBC Universal. Os produtores executivos foram Tina Fey — criadora, argumentista-chefe e actriz principal do seriado — Lorne Michaels, Robert Carlock, Marci Klein, David Miner, Jeff Richmond e John Riggi. Os actores James Marsden e Kristen Schaal foram introduzidos nesta temporada como o novo interesse amoroso de Liz Lemon e a nova estagiária do The Girlie Show with Tracy Jordan e também substituta da personagem Kenneth Parcell, respectivamente. Denise Richards, Ken Howard, Mary Steenburgen e "Weird Al" Yankovic foram algumas das outras estrelas que fizeram participações ao longo da temporada.
A 15 de Novembro de 2010, a NBC anunciou que 30 Rock havia sido renovada para uma nova temporada que seria composta por 22 episódios e transmitida na temporada televisiva norte-americana de 2011-12. No entanto, a produção da mesma não iniciou em 2011 devido à gravidez de Fey e, pouco tempo após a actriz ter dado o parto à sua filha, começaram as filmagens. Além disso, o papel interpretado pelo actor Tracy Morgan na série ficou em causa após muitos grupos LGBT terem informalmente pedido a renúncia ou demissão do mesmo do seriado devido aos comentários homofóbicos proferidos por ele entre o final da quinta temporada e as filmagens para a sexta em uma das suas apresentações de comédia stand-up. Arrependido, Morgan emitiu um pedido de desculpas e conseguiu manter o seu papel de protagonista.
O enredo da temporada centrou-se em cinco tramas diferentes que ao decorrer da história acabavam por entrelaçar-se: o novo relacionamento amoroso de Liz (interpretada por Fey) com Criss Chros (James Marsden), e a sua maturidade como mulher e futura mãe; as tentativas de Jack Donaghy (Alec Baldwin) de resgatar a sua esposa da Coreia do Norte e a descoberta da sua identidade na KableTown; o desabrochamento profissional de Kenneth (Jack McBrayer) à medida que tentava descobrir o seu verdadeiro significado para os seus colegas; e a subida do estatuto de Jenna Maroney (Jane Krakowski) como uma celebridade nacional e as suas aventuras amorosas com Paul L'astnamé (Will Forte).
Em geral, a sexta temporada recebeu opiniões mistas pela crítica especialista em televisão, com alguns críticos afirmando que ela provou que 30 Rock já está pronta para sair do ar e que a personagem Liz foi a única que não demonstrou amadurecimento passados seis anos, e outros a opinarem que embora não tenha sido a melhor da série do ano, foi ainda agradável e conseguiu desenvolver piadas "divertidas e frescas". A temporada tornou-se na menos vista pelos domicílios norte-americanos desde a estreia da série em Outubro de 2006. Quatro episódios registaram uma audiência menor do que 3 milhões de telespectadores. "Nothing Left to Lose", episódio visto por uma média de 2,79 milhões de domicílios, marcou a menor audiência alguma vez registada pelo seriado de sempre.

## Antecedentes e renovação

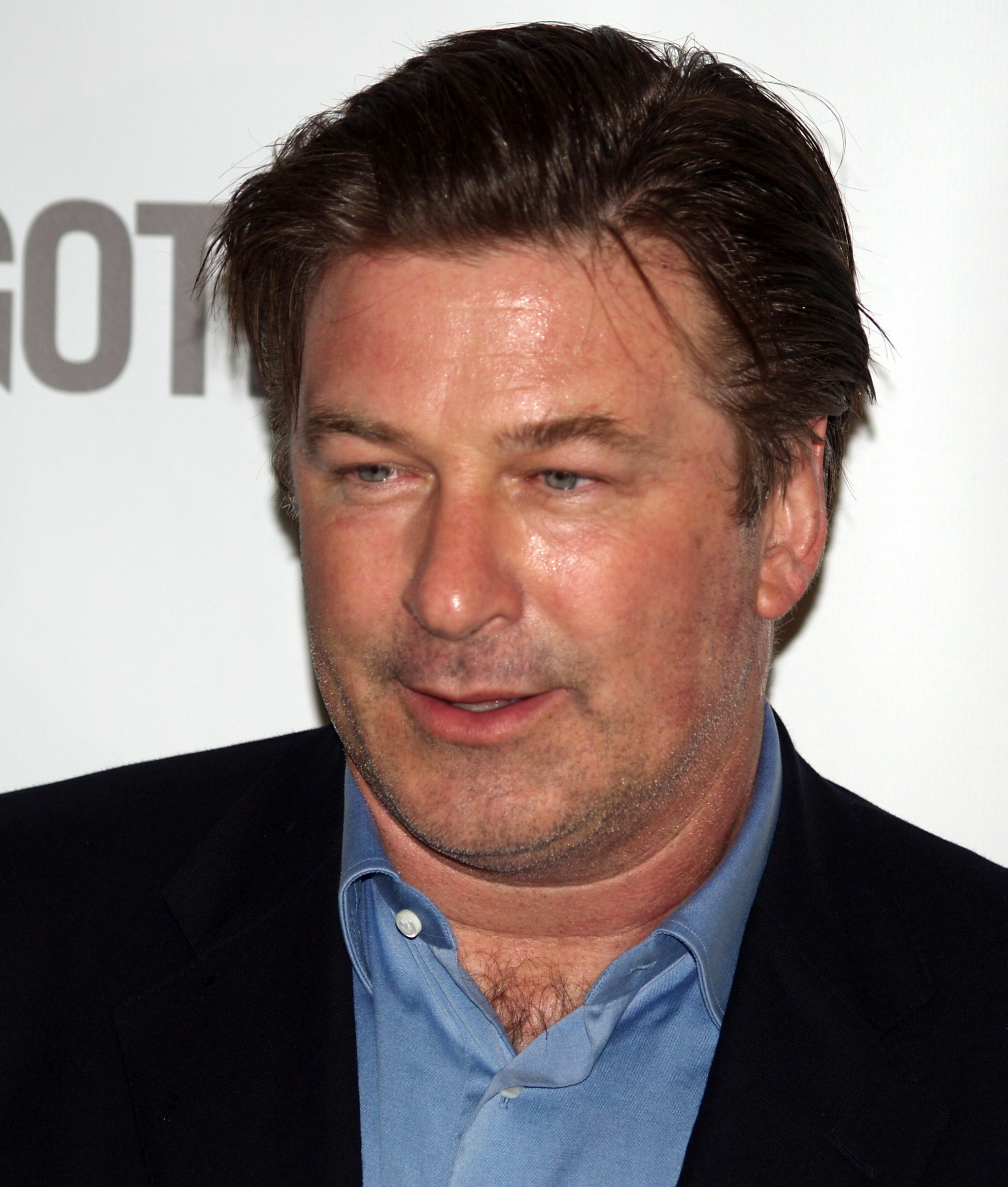
Alec Baldwin anunciou que esta temporada seria a sua última e ainda a última da série.

A 15 de Novembro de 2010, Angela Bromstad, presidente da programação do horário-nobre da NBC, anunciou que a emissora iria renovar 30 Rock para uma sexta temporada de 22 episódios que iria ser emitida durante a temporada televisiva norte-americana de 2011-12. Bromstad disse, no comunicado de imprensa: "Nós estamos felizes por confirmar a renovação de 30 Rock para uma outra temporada. Ela continua a ser uma comédia arrojada e sofisticada que tornou-se num clássico do seu próprio tempo."
Em Abril de 2011, Alec Baldwin, actor principal e também produtor do seriado, anunciou que não iria repetir o seu papel de Jack Donaghy por muito tempo durante a temporada, justificando que iria reformar-se em Março do ano seguinte. "Para finalizar o show, eu vou fazê-lo neste ano, em seguida, irei começar a pensar sobre o que quero fazer a seguir. É a grande questão. Tem sido uma grande experiência, e eu amei fazer o show. Ele mudou a minha vida. Eu nunca passarei por algo tão bom de novo, eu sei disso." Pouco tempo depois, ele informou que a sexta temporada era a última da série. "Eu irei contá-lo uma coisa, e isso é que o nosso show do próximo ano é o último do show. Os nossos contratos estão expirados [em 2012], e Tina irá ter uma grande carreira a dirigir filmes e a escrever [enredos]", disse Baldwin em entrevista à coluna From Inside the Box do portal Zap2it. Bob Greenblat, presidente da divisão de entretenimento da NBC, declarou que não sabia se a série iria continuar sem Baldwin como integrante do elenco. Robert Carlock, produtor e argumentista de 30 Rock que lamentou a saída do actor, revelou que mesmo com Baldwin fora do elenco, o programa iria continuar. Em uma entrevista com a Entertainment Weekly, Tina Fey negou os rumores de que ele não iria aparecer na sexta temporada e que esta seria a última. Ela disse, num tom de brincadeira, que "o facto de ele [Baldwin] dizer que vai sair é o primeiro indício de que vai ficar". Finalmente, em Janeiro de 2012, Baldwin esclareceu que voltaria para a série se esta fosse renovada para uma sétima temporada.
Pouco tempo após isso, Fey anunciou a sua segunda gravidez no The Oprah Winfrey Show. A notícia foi confirmada pela revista People no mesmo dia. A actriz revelou que não queria que a sua gravidez afectasse o enredo da série, então, para tal, a emissora decidiu adiar a estreia da temporada para o ano seguinte, visto que ela interpreta a personagem principal.

## Produção e desenvolvimento

### Possível despedimento de Tracy Morgan
"Eu sei o quão mau o bullying pode ser. Eu era intimidado enquanto criança. [...] Sinto muito pelo que disse. Eu não quis dizer isso. Eu nunca mais quero usar a minha comédia para magoar alguém. A minha família sabe o que é sentir-se diferente. Meu irmão era inválido e eu perdi o meu pai para o SIDA em 1987. Meu pai não era homossexual, mas eu também aprendi sobre a homofobia por causa da forma como as pessoas tratavam as pessoas que estavam doentes com isso. Os pais devem apoiar e amar os seus filhos, não importa o quê. Os homossexuais merecem o mesmo direito de serem felizes neste país como todos os outros. As nossas leis devem apoiar isso. Espero que os meus fãs homossexuais, heterossexuais, o que seja, perdoem e espero que a minha família perdoe-me por isso."

— O pedido de desculpas de Tracy Morgan.

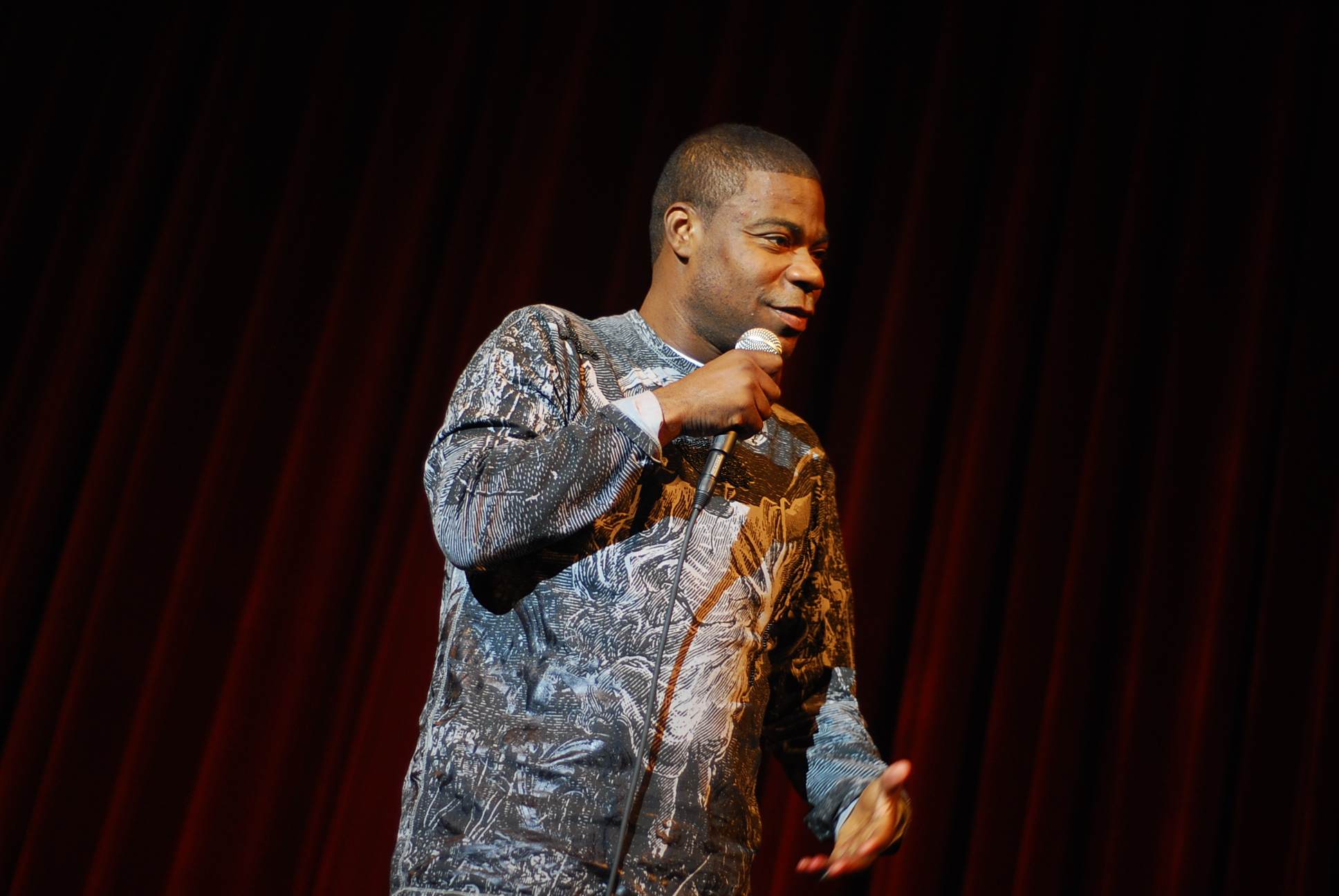
Vários grupos LGBT pediram a renúncia ou demissão do actor Tracy Morgan do seriado devido aos comentários homofóbicos que ele proferiu durante uma das suas apresentações de comédia stand-up.

Durante a apresentação de comédia stand-up de 3 de Junho de 2011 de Tracy Morgan na cidade de Nashville, Tennessee, ele proferiu comentários considerados homofóbicos por alguns grupos LGBT e apoiantes dos direitos dos homossexuais. Cheyenne Jackson, colega de trabalho de Morgan e homossexual assumido, disse estar "desapontado e horrorizado". Kevin Rogers, uma testemunha homossexual que estava a assistir a apresentação de Morgan, escreveu no seu perfil do Facebook: "Eu já sabia que em algum ponto as piadas homossexuais iriam aparecer, e eu estou bem preparado para uma boa zanga com humor homossexual feito por 'heteros'. Eu tenho uma opinião muito fina quando se trata de humor. [...] O que eu não posso aceitar é quando o Sr. Morgan começa a mencionar sobre como ele se sente com esta m*rda homossexual..." Após a sua apresentação de stand-up, alguns grupos LGBT pediram a renúncia ou demissão do interprete do personagem Tracy Jordan. Morgan emitiu publicamente um pedido de desculpas à comunidade homossexual e a Rogers também. Tina Fey e Bob Greenblat, o último o Presidente da NBC, também emitiram um pedido de desculpas em nome do actor e disseram que ele iria continuar com o seu papel como protagonista durante a série. "Falo em nome da NBC e em meu, pessoalmente, quando digo que não tolero o ódio ou a violência de qualquer tipo e tenho o prazer de ver Tracy Morgan a pedir desculpas pelos comentários homofóbicos recentes na sua apresentação de standup", disse Fey.
30 Rock já havia recebido um prémio GLAAD Media, que elogiou o programa pela sua interpretação de temas e personagens LGBT pelo episódio "Blind Date" na primeira temporada. O acontecimento e a controvérsia foram parodiados no episódio "Idiots Are People Two!".

### Problemas no enredo

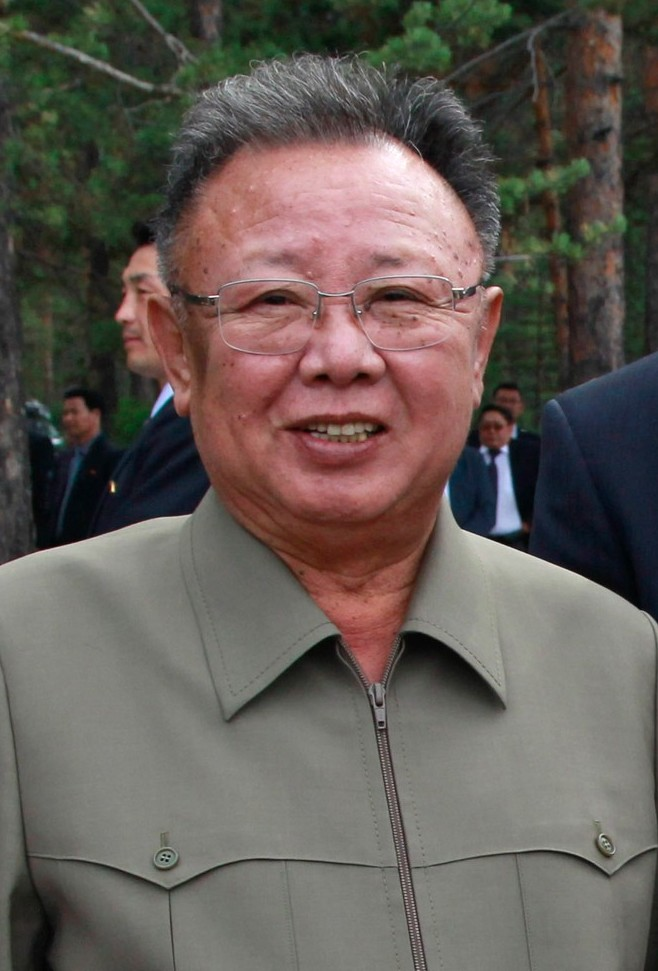
A morte de Kim Jong-il fez com que os argumentistas de 30 Rock fizessem uma alteração de última hora no enredo da temporada.

A 18 de Dezembro de 2011, Kim Jong-il, Presidente da Coreia do Norte, morreu vítima de um ataque cardíaco. A morte de Jong-il teve um impacto forte na série, tendo em conta que o enredo do episódio "Everything Sunny All the Time Always" centra-se no rapto da personagem Avery Jessup, interpretada pela actriz convidada Elizabeth Banks, pelo Presidente e no casamento forçado dela com o filho do Presidente, Kim Jong-un. Logo após a publicação da notícia, vários fãs da série ficaram preocupados. Um deles perguntou no Twitter se a morte iria afectar o desenvolvimento da personagem na série, e um outro questionou-se se Avery Jessup é uma assassina. Além dos fãs, os sítios Reuters e CNN também fizeram comentários sobre o assunto, tendo este tornado-se num trending topic no Twitter. O trailer promocional para a temporada, publicado poucos dias antes, apresenta imagens de Avery a posar com Jong-il para postais de Natal antiamericanos. No seu perfil do Twitter, Banks agradeceu aos telespectadores pela sua preocupação com o destino da personagem dela, e o produtor Robert Carlock disse, em uma entrevista à Us Weekly: "A vida amorosa de Jack está bastante complicada e acabou de ficar mais complicada ainda porque eu acho que, tecnicamente, Avery é a Primeira Dama da Coreia da Norte." Dias depois da morte do presidente, a 2 de Janeiro de 2012, a equipa de argumentistas de 30 Rock anunciou que iria dar uma continuação à história do rapto:
"Nós retornamos ao enredo porque já havíamos filmado oito ou nove episódios e apercebemo-nos que, felizmente, não havíamos referido ainda o nome do Kim Jong ainda, apenas a Coreia do Norte em geral. Nós não podemos voltar ao passado e colocar as mudanças lá, mas o quebra-cabeças divertido é fazer uma inversão e tentar encontrar uma maneira de tirá-la de lá e de continuar com as coisas."

### Hospitalização de Tracy Morgan
A 22 de Janeiro de 2012, após ter sofrido um esgotamento no Festival Sundance Film, Tracy Morgan foi hospitalizado no Centro Médico da cidade de Park City, Utah. "A partir de uma combinação entre exaustão e altitude, Tracy está sob supervisão médica. Ele está com a sua noiva e está grato pelos cuidados do Centro Médico de Park City. Quaisquer rumores de Tracy estar sob influência de álcool são 100 por cento falsos", disse o assessor de Morgan. Cinco dias depois, o actor saiu do hospital e retornou aos NBC Studios para gravar a série.

## Equipa

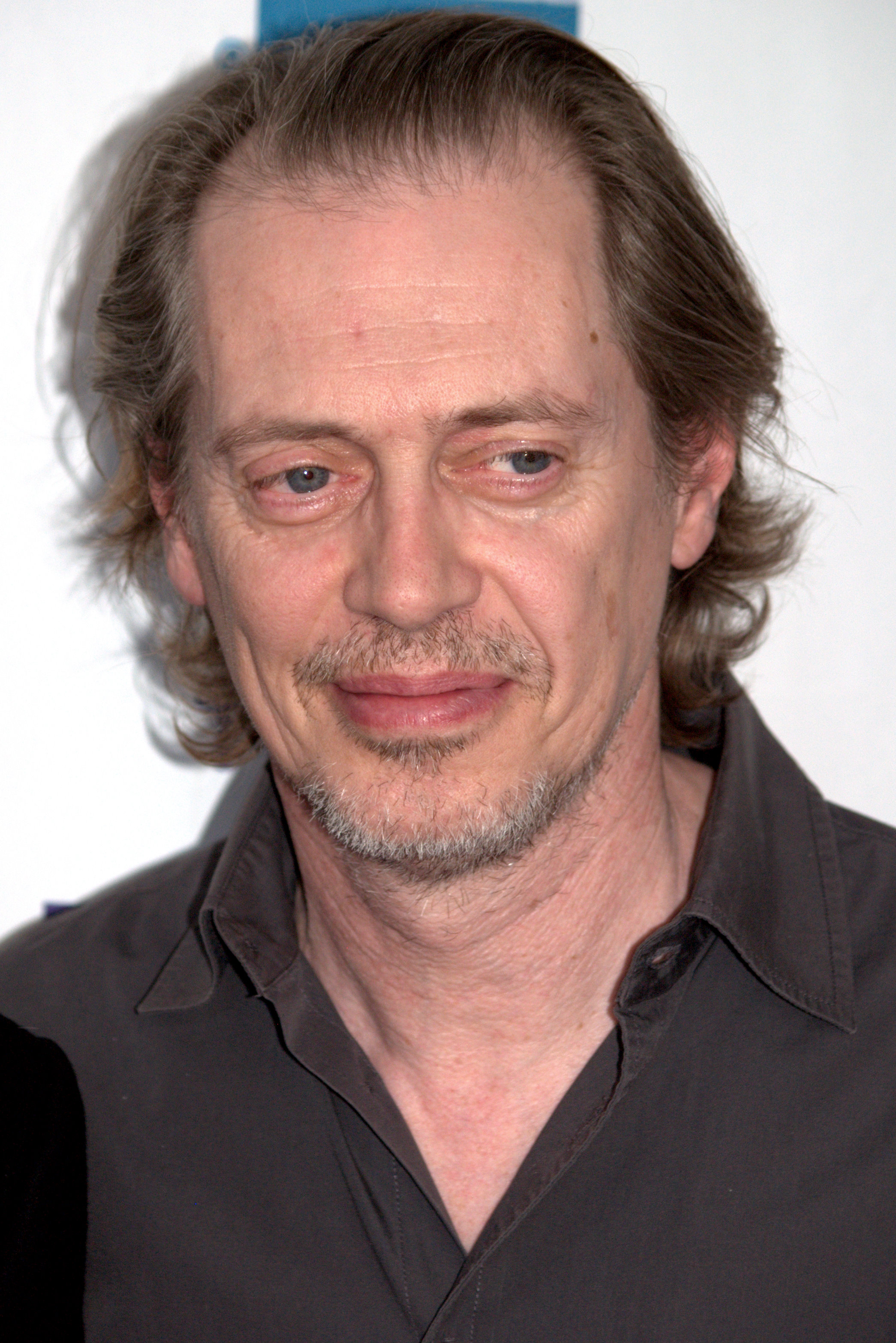
O actor Steve Buscemi foi convidado por Tina Fey a dirigir "Leap Day".

Tal e qual como nas outras, esta temporada foi produzida pela Broadway Video e pela Little Stranger, em associação com a NBC Universal. Jeff Richmond repetiu novamente o seu desempenho como o compositor e supervisor dos temas musicais de 30 Rock. Ken Eluto e Meg Reticker foram os dois editores dos episódios, enquanto Michael Slovis foi o director de fotografia.
Houve sete produtores executivos: Lorne Michaels, Tina Fey, David Miner, Marci Klein, Robert Carlock, Richmond e John Riggi. Ron Weiner e Matt Hubbard foram os co-produtores executivos. A temporada teve como produtores cinco pessoas: Alec Baldwin, Kay Cannon, Vali Chandrasekaran, Josh Siegal e Dylan Morgan. Os quatro co-produtores foram Luke Del Tredici, Eric Gurian, Diana Schmidt e Irene Burns, enquanto Andrew Singer, Clint Koltveit, Tom Ceraulo, e Karen Clark foram os quatro produtores associados. Jerry Kupfer foi o produtor de cena.
Os treze argumentistas da temporada foram Fey, Carlock, Riggi, Weiner, Hubbard, Cannon, Siegal, Morgan, Chandrasekaran, Tracey Wigfield, Sam Means, Colleen McGuinness e Nina Pedrad, sendo que os primeiros dez são veteranos e os restantes três são novatos. Riggi, Cannon, McGuiness, e Pedrad escreveram guiões para apenas um episódio. Weiner, Hubbard, Siegal, Morgan, Chandrasekaran e Wigfield escreveram argumentos para dois episódios. Fey e Carlock foram creditados como guionistas em três episódios.
Houve dez directores na temporada: Riggi, Beth McCarthy-Miller, Richmond, Michael Engler, Steve Buscemi, Stephen Lee Davis, Ken Whittingham, Michael Slovis, Claire Cowperthwaite e Linda Mendoza, sendo que os primeiros sete são veteranos e os restantes três são novatos. A 20 de Janeiro de 2012, foi anunciado que Buscemi iria fazer uma participação e que também iria dirigir um episódio. Riggi foi o que dirigiu o maior número de episódios, tendo sido creditado em seis. Ele é seguido por McCarthy-Miller, que foi creditada como directora em cinco. Richmond e Engler trabalharam na direcção de dois. Buscemi, Lee Davis, Whittingham, Slovis, Cowperthwaite e Mendoza dirigiram apenas um episódio.

## Elenco e personagens
30 Rock conta com dez membros do elenco principal. Tina Fey interpretou Liz Lemon, a argumentista-chefe do TGS with Tracy Jordan (TGS), um programa de televisão fictício de comédia que supostamente é exibido na NBC. O elenco do TGS é estrelado por dois actores principais: a estrela de cinema nacionalmente famosa Tracy Jordan, interpretado por Tracy Morgan, e a co-estrela loura e extremamente narcisista Jenna Maroney, interpretada por Jane Krakowski. Jack "Danny" Baker, interpretado por Cheyenne Jackson, é o mais recente membro do elenco do TGS. Jack McBrayer interpretou o ingénuo estagiário da NBC e membro da comitiva de Tracy, Kenneth Parcell. Scott Adsit interpretou o sábio e espirituoso produtor do TGS, Pete Hornberger, enquanto Judah Friedlander foi o guionista do TGS usuário de chapéus Frank Rossitano. Alec Baldwin interpretou o executivo da rede NBC e grande amigo de Liz, Jack Donaghy. Keith Powell interpretou o ex-aluno homossexual da Universidade de Harvard e argumentista do TGS, James "Toofer" Spurlock; Katrina Bowden, interpretou a assistente dos guionistas do TGS Cerie Xerox; Grizz Chapman interpretou Grizz Griswold, um membro da comitiva de Tracy; Kevin Brown interpretou Dot Com Slattery, outro membro da comitiva de Tracy e melhor amigo de Grizz; e John Lutz interpretou John D. Lutz, o escritor do TGS que ninguém gosta.
O elenco da sexta temporada de 30 Rock também conta com participações especiais de vários actores. Elizabeth Banks foi Avery Jessup, a esposa de Jack. Ken Howard interpretou Hank Hooper, o chefe de Jack e Director Executivo da KableTown. James Marsden desempenhou o papel de Chriss Chros, o novo interesse amoroso de Liz. Will Arnett interpretou Devon Banks, um inimigo de há muito tempo de Jack. Kristen Schaal foi Hazel Wassername, a nova estagiária da NBC, e Mary Steenburgen interpretou Diana Jessup, a mãe de Avery e sogra de Jack. Chloë Moretz interpretou Kaylee Hooper, a filha de Hank e nemesis de Jack. Susan Sarandon interpretou a antiga professora e actual namorada de Frank, Lynn Onkman. Elaine Stritch repetiu a sua actuação como Colleen Donaghy, a mãe "infernal" de Jack.
Kelsey Grammer e o ex-jogador de ténis John McEnroe interpretaram versões ficcionais de si próprios no primeiro episódio, bem como Denise Richards nos segundo e terceiro. Emma Stone, Nick Cannon e Andy Samberg interpretaram papéis no trailer do filme Martin Luther King Day. Jim Carrey fez uma participação no episódio "Leap Day", enquanto "Weird Al" Yankovic participou de "Kidnapped by Danger". Donald Glover apareceu como uma versão jovem de Tracy em "Live from Studio 6H".

## Transmissão
A sexta temporada foi transmitida pela rede de televisão National Broadcasting Company (NBC) entre 12 de Janeiro a 17 de Maio de 2012. Antes da sua estreia, a rede mudou a série para um novo horário das 20 horas — antigamente ocupado pela série Community — sendo movido do horário habitual das 21 horas e 30 minutos. Os fãs de Community não ficaram agradados com a mudança de horário, tendo eles feito uma greve manifestada na praça do Rockfeller Center, onde cantaram canções de natal com as letras adaptadas para acomodarem o protesto, e gritaram repetidamente "Salvem Greendale", que é uma cidade fictícia localizada no Ohio. Vários críticos começaram a argumentar que o seriado não era o mais adequado para preencher esse espaço. Sean O'Neal, para o jornal de entretenimento The A.V. Club, disse que 30 Rock "agora carrega o fardo infeliz de preencher o horário de Community e se tornar num pára-raios para o desgosto dos seus fãs." Porém, ele também defendeu o seriado, afirmando que "30 Rock não tem culpa de empurrar Community para um hiato prolongado".
Em Janeiro de 2012, uma conferência de imprensa revelou que seriam exibidos dois episódios de 30 Rock na noite de 26 de Janeiro, e um outro anunciou um episódio duplo com uma hora de duração que teve transmissão a 9 de Fevereiro, para preencher a vaga deixada por Parks and Recreation. No mês seguinte, a rede anunciou que a 15 de Março 30 Rock iria mudar de horário novamente para às 20 horas e 30 minutos, para acomodar o retorno de Community, que tinha ficado por dois meses em hiato, e também devido às fracas audiências que 30 Rock estava a registar desde o início da temporada. A 14 de Março, a emissora publicou a notícia de que a 22 de Março seriam emitidos dois episódios inéditos da série, um às 20 horas e 30 minutos e outro às 21 horas. A razão disto foi o preenchimento do espaço vago deixado por The Office.
Durante uma entrevista com o blogue Extra, Alec Baldwin deixou escapar a informação de que 30 Rock iria novamente emitir um episódio ao vivo, desta vez na noite de 26 de Abril. "Live from Studio 6H", o episódio, foi filmado e transmitido em frente a uma plateia ao vivo por duas vezes: uma para os telespectadores norte-americanos da Costa Ocidental às 20 horas e 30 minutos (UTC-4), e para os da Costa Oriental às 23 horas e 30 minutos (UTC-4), para garantir que seria vista uma apresentação ao vivo.
Em Portugal, a temporada estreou a 7 de Junho e terminou a 16 de Agosto de 2012 no canal de televisão FX, sendo transmitida no horário das 22 horas (UTC+1). Foi exibida nas noites de quinta-feira sempre no mesmo horário e com episódios duplos.

## Repercussão

### Audiência

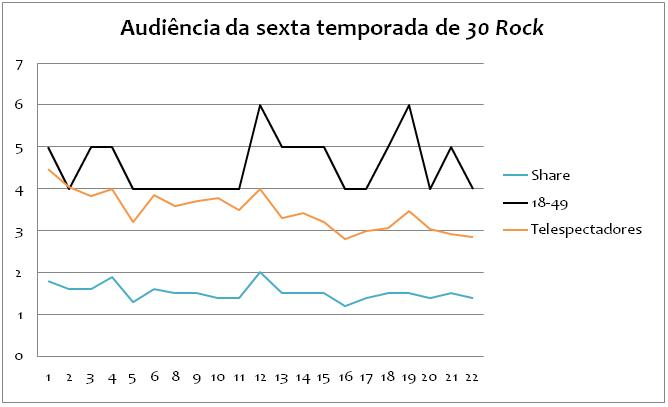
O gráfico acima ilustra a audiência ao longo da temporada.

A temporada começou com a menor audiência alguma vez registada de um episódio de estreia da série: 4,47 milhões de agregados familiares. "The Fabian Strategy", episódio da quinta temporada, é que anteriormente carregava o título, tendo sido visto por 5,85 milhões de telespectadores norte-americanos. O episódio seguinte foi uma baixa: 4,05 milhões de domicílios. O terceiro episódio marcou a pior audiência do seriado até ao momento: 3,82 milhões de telespectadores, roubando assim o recorde marcado por "Everything Sunny All the Time Always", que atraiu uma média de 3,95 milhões de agregados familiares. O quinto episódio foi assistido por 3,21 milhões de telespectadores, marcando assim a nova pior audiência do seriado. Aquando disto, a NBC emitiu um comunicado que explicava o sucedido. Aparentemente, o comunicado de imprensa no qual o enredo deste episódio foi publicado se assemelhava ao do anterior, o que fez com que alguns aparelhos de registo de audiência não conseguissem registar o número de telespectadores que assistiam, pois pensavam que fosse uma repetição. O The Huffington Post, tentando dar uma explicação sobre a audiência baixa que a série tinha registado, declarou que a série atingiu as melhores audiências quando estava no horário das 21 horas e 30 minutos (UTC-4) durante a terceira temporada. Alec Baldwin concordou com a opinião.
Os episódios subsequentes também foram sendo assistidos por poucos telespectadores, tendo nenhum deles conseguido ultrapassar a marca dos 4 milhões. O sexto e o décimo episódio quase conseguiram, tendo atraído uma média de 3,85 milhões e 3,77 milhões de telespectadores norte-americanos, respectivamente. A situação melhorou em 33 por cento quando o seriado mudou-se para o horário das 20 horas e 30 minutos, sendo emitida após Community. O episódio transmitido nessa noite foi visto por 4 milhões de domicílios. Na semana seguinte, a temporada voltou a ter uma baixa, desta vez de mais de quarenta por cento, como apenas 3,31 milhões de telespectadores norte-americanos assistiram ao episódio. O décimo quinto episódio marcou uma nova pior audiência: 3,20 milhões de domicílios. Quando se achava que 30 Rock não poderia atingir uma audiência ainda menor, o décimo sexto episódio regista 2,79 milhões de telespectadores. Nessa semana, muitos outros programas também baixaram os seus índices, tais como Rules of Engagement, The Big Bang Theory e American Idol. O episódio seguinte também registou uma audiência baixa: 2,98 milhões de agregados familiares. O décimo oitavo episódio melhorou em dez por cento, tendo conseguido superar a marca dos dois milhões, sendo visto por 3,06 milhões de domicílios norte-americanos. O episódio ao vivo marcou a melhor audiência em seis semanas: 3,47 milhões de telespectadores, apresentando uma melhoria de 13 por cento em relação ao episódio anterior. O episódio seguinte atraiu uma média de 3,04 milhões de agregados familiares, uma baixa surpreendente, tendo em conta que é uma sequela de um episódio que fora visto por 4,19 milhões de telespectadores. A temporada encerrou com uma das piores audiências da série: 2,84 milhões de telespectadores.
De acordo com o serviço de mediação de audiências Nielsen Ratings, a sexta temporada de 30 Rock foi assistida por uma média de 4,55 milhões de telespectadores, tendo em conta que o serviço incorpora dados sobre telespectadores que usam um digital video recorder e assistiram a série dentro de um espaço temporal de sete dias. Além disso, 30 Rock posicionou-se no número 130 entre os outros programas exibidos na programação de 2011-12 nos Estados Unidos.

### Análises da crítica
| Críticas profissionais | Críticas profissionais |
| Pontuações agregadas   | Pontuações agregadas   |
| Fonte                  | Avaliação              |
| ---------------------- | ---------------------- |
| Metacritic             | 7/10                   |
| Avaliações da crítica  |                        |
| Fonte                  | Avaliação              |
| Alan Sepinwall         | (positiva)             |
| The A.V. Club          | B                      |
| Entertainment Weekly   | (mista)                |
| The Huffington Post    | (mista)                |
| National Public Radio  | (negativa)             |
| New York Magazine      | (positiva)             |
| Screencrush            | (negativa)             |
| Slant Magazine         | [ 156 ]                |

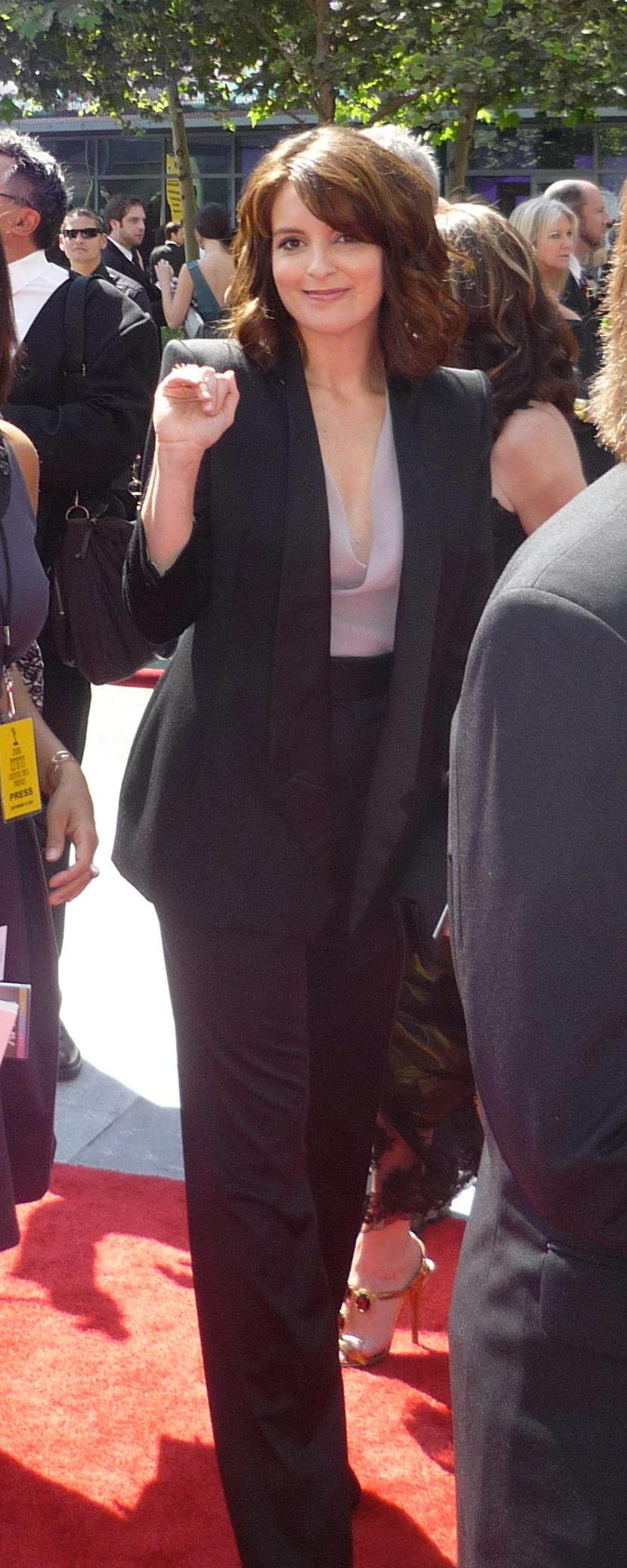
O desempenho de Tina Fey foi recebido com opiniões mistas pela crítica especialista, com a maioria opinando que a sua personagem não demonstrou amadurecimento.

A recepção inicial para a temporada foi geralmente positiva, começando com o primeiro episódio. O sítio AfterEllen.com elogiou os episódios por terem histórias múltiplas a decorrerem ao mesmo tempo, e a New York Magazine chamou a temporada de "um grande retorno". O episódio "Hey, Baby, What's Wrong" foi o primeiro a receber opiniões divididas pelos críticos. Enquanto alguns elogiaram o seu tema como um episódio festivo e o desempenho da actriz convidada Mary Steenburgen, outros criticaram-no pelo enredo "fraco" e "estranho". Os episódios seguintes conseguiram cair nas graças dos críticos, entre eles: "Leap Day", que foi bastante elogiado pela participação de Jim Carrey, "Alexis Goodlooking and the Case of the Missing Whisky", que foi parabenizado pela actuação de Jane Krakowski, e "Standards and Practices", na qual a aparição de Chloë Grace Moretz foi vangloriada. Na análise de "St. Patrick's Day", Nathan Rabin, para o The A.V. Club, afirmou que estava na hora do programa abandonar os episódios de tema festivo. Por outro lado, Tina Fey achou que esse foi o episódio que mais demonstrou amadurecimento da personagem Liz, algo que alguns críticos discordaram. O episódio "Grandmentor" foi elogiado pelo desempenho de Kristen Schaal, uma actriz cuja personagem foi considerada "desnecessária" por alguns analistas até aquele momento. No entanto, "Grandmentor", juntamente com o seu posterior "Kidnapped by Danger", foram criticados pelas piadas fracas.
O Metacritic, um sítio agregador que atribuiu uma classificação baseada em um determinado número de opiniões críticas, atribuiu uma avaliação de 7 a partir de uma escala de 10, baseando-se em sete críticas. Lisa de Moraes, do jornal The Washington Post, escreveu que estava a gostar da temporada, no entanto, afirmou que não foi a melhor da série. Em uma outra análise, ela apontou que a NBC transformou a série, "tal e qual como fez com o casal Jim e Pam do The Office". O The Huffington Post demonstrou um enorme agrado em relação ao episódio "Queen of Jordan 2: The Mystery of the Phantom Pooper", porém, criticou a série por ela supostamente "ter perdido a graça". Linda Holmes, para a coluna Monkey See do National Public Radio, disse que a personagem Liz está mudada e que está a regressar para a infância: "Inicialmente, [Liz] era uma mulher simpática, inteligente, profundamente imperfeita a tentar o seu melhor para navegar pela loucura do show-business que a cercava. Agora, ela só parece achatada e desviada de tudo o que fez relacionável." Alan Sepinwall, para o blogue HitFix, discordou de Holmes, opinando que a série não necessita de amadurecimento de personagens: "Tem havido grande discussão sobre o quanto Liz tem ou não crescido desde que a série começou, e também sobre se 30 Rock é um seriado que precisa de desenvolvimento de personagens — ou se, de facto, o amadurecimento seria previsível em um seriado tão tolo. Eu nunca acreditei que toda sitcom tem de fazer as suas personagens amadurecerem e mudarem. Claro, é gratificante ver que isso aconteceu em The Office ou Frasier, mas Seinfeld se desempenhou bem por vários anos a contar histórias sobre quatro personagens que eram incapazes de mudar [...] Se uma comédia é tão divertida quanto 30 Rock, eu estou bem com as personagens sendo virtualmente idênticas à maneira que eram no piloto." Indrapramit Das, da Slant Magazine, fez uma análise positiva, na qual declarou que as personagens estão sim a demonstrar amadurecimento e que ao longo de seis anos, "30 Rock conseguiu sustentar as suas piadas. A escrita é inconsistente, mas o seu gosto de auto-consciência e o estilo absurdo de Arrested Development fazem com que o seu humor não se estagne." Contudo, Das criticou a personagem Pete por demonstrar poucos sinais de desenvolvimento, e disse que o talento de Schaal estava a ser gasto no seu papel de "uma nova estagiária estranha". Ele concluiu a resenha atribuindo à temporada quatro estrelas a partir de uma escala de cinco.
Izzy Grinspan, para a coluna Vulture da New York Magazine, escreveu que ficou feliz com o destino de Hazel e que a série finalmente encontrou uma solução para ela. "No início, a temporada tentou encontrar uma balança entre piadas directas e indirectas. O seriado começou a parecer esquecido pela auto-referenciabilidade no meio da temporada. [...] Ao longo dos meses, as coisas mudaram. Não só a comédia ficou menos insular, mas as histórias ficaram mais fortes, dando mais espaço ao elenco para demonstrar as suas capacidades.", disse Grinspan. Britt Hayes, para o Screencrush, achou que o fim do relacionamento de Liz e Criss foi "previsível" e que "isso acontece em todos os relacionamentos de Liz". "30 Rock é usualmente mais inclusivo, mas esta parte final da temporada despachou as personagens recorrentes em favor de enredos mais convencionais." Breia Brissey, para o Entertainment Weekly, disse que a conclusão da temporada foi um pouco "decepcionante", mas pelo menos "preparou-a [a série] para onde as coisas podem seguir no outono." Brissey questionou-se se Liz e Criss irão ter um bebé e se Jack algum dia será o líder supremo da KableTown. Ela concluiu a análise afirmando que Schall falhou no papel da estagiária assustadora e que sentiu falta de Kenneth no seu cargo de estagiário, dizendo que ele é o único que é capaz de manter a paz entre Tracy e Jenna. Alan Sepinwall, em uma análise generalizada, elogiou o amadurecimento de Liz em ambos níveis pessoal e amoroso, a decisão de Tracy de seguir o exemplo de Tyler Perry, e o relacionamento "inesperado" de Kenneth e Hazel. Todavia, criticou o facto de Jenna não ter feito grande coisa. Meredith Blake, para o The A.V. Club, teve a mesma opinião que Grinspan e Das sobre a importância de Schaal em 30 Rock e, ao falar sobre o relacionamento de Hazel e Kenneth, opinou que "foi apenas para matar tempo". Blake concluiu a análise oferecendo a nota B à temporada, a partir de uma escala de A a F.

### Prémios e nomeações

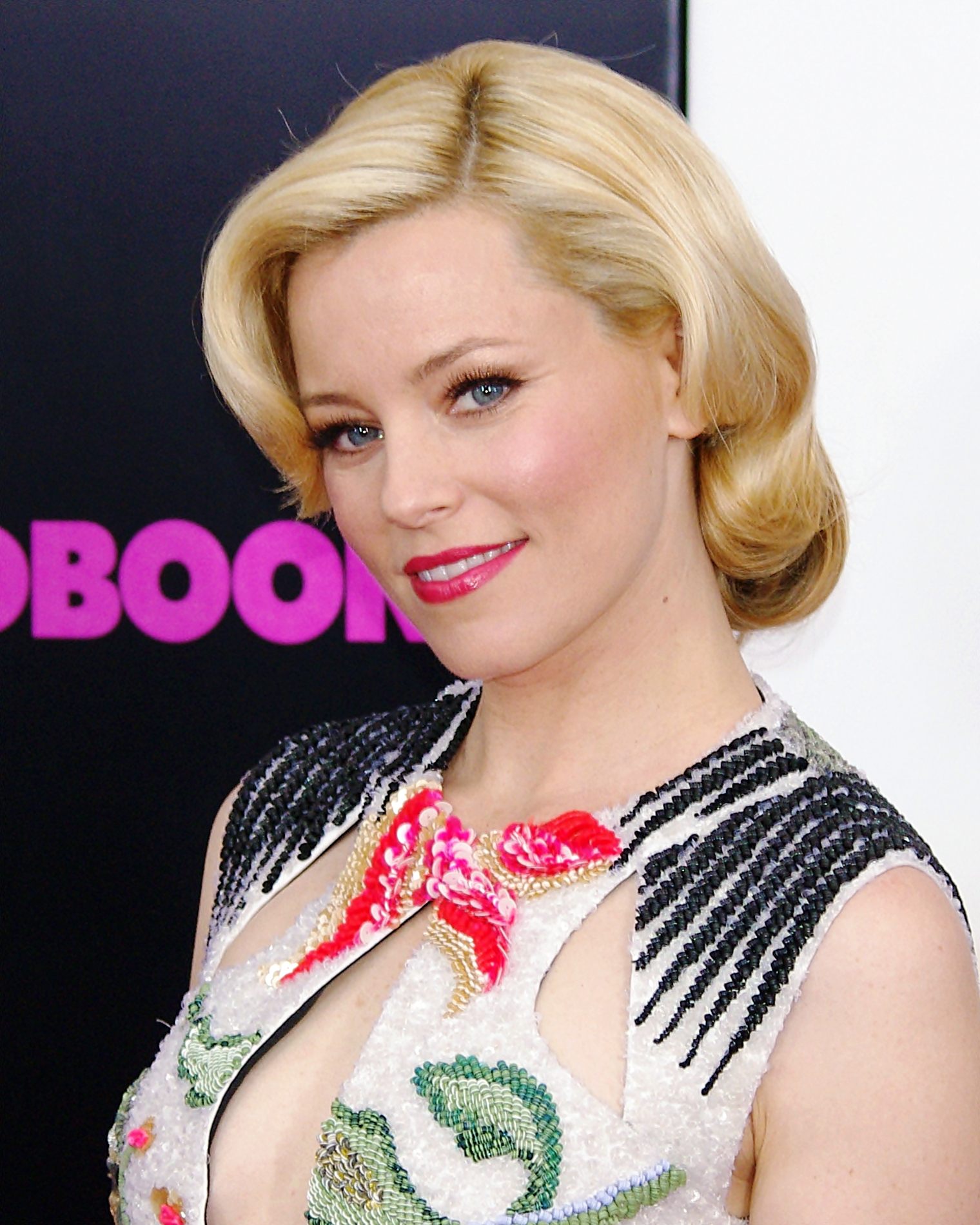
Elizabeth Banks recebeu uma nomeação para os prémios Primetime Emmy pelo seu desempenho no episódio "The Return of Avery Jessup".

Antes mesmo de ter recebido uma nomeação oficial, Joyce Eng, da revista televisiva TV Guide, apontou Alec Baldwin e Tina Fey como possíveis concorrentes às categorias "Melhor Actor em Série de Comédia" e "Melhor Actriz em Série de Comédia" nos prémios Primetime Emmy. Eng disse, sobre Fey, que mesmo após cinco anos, ela "continua a ser inegavelmente muito boa", e sobre Baldwin, que "basta ver o episódio ao vivo para confirmar se ele não merece a nomeação." Finalmente, na manhã de 19 de Julho de 2012, Kerry Washington e Jimmy Kimmel anunciaram quais eram os candidatos para a sexagésima quarta cerimónia anual dos prémios Primetime Emmy. No total, 30 Rock apareceu em sete categorias. Como previsto por Eng, ambos Fey e Baldwin foram nomeados nas categorias de "Melhor Actriz" e "Melhor Actor em Série de Comédia", respectivamente. Sobre isto, Baldwin disse: "À medida que o seriado entra na sua última temporada, fico grato por ser nomeado novamente pela Academia." Esta foi a sexta vez consecutiva que ambos actores foram candidatos às categorias. Elizabeth Banks e Margaret Cho, por aparecerem em "The Return of Avery Jessup", receberam, cada uma, candidaturas na categoria "Melhor Actriz Convidada para Série de Comédia". Ao reagir a isto, Cho disse: "Estou tão entusiasmada por ter sido nomeada para um Emmy, especialmente por 30 Rock, que é um programa incrível e também por interpretar um ditador mundial enlouquecido e falecido que dividiu o meu pequeno país de origem em dois. Essa é a melhor parte." No seu perfil do Twitter, Banks agradeceu a Kay Cannon e John Riggi. Esta é a segunda vez que Banks recebe uma nomeação por participar de 30 Rock. Os nomes de Will Arnett, por participar em "Idiots Are People Three!", e Jon Hamm, por participar de "Live from Studio 6H", apareceram na categoria "Melhor Actor Convidado para Série de Comédia", marcando assim a quarta vez que Arnett recebe uma nomeação por 30 Rock e a segunda vez de Hamm. 30 Rock concorreu na categoria "Melhor Série de Comédia" pela sexta vez consecutiva.
Nos Creative Artes Emmy Awards, 30 Rock recebeu seis nomeações. Pelo trabalho de Robert Palladino, Martin Brumbach, Josiah Gluck, e William Taylor, "Live from Studio 6H" apareceu na categoria "Melhor Mistura de Som para Série Comédia ou Drama (meia hora)". A transmissão do episódio para o Ocidente rendeu uma nomeação a Steven Cimino, Barry Frischer, John Pinto, Charlie Huntley, Tim Quigley, Eric A. Eisenstein, Richard B. Fox, Marc Bloomgarden, Gerard Sava, Jeffrey Dutemple, Susan Noll e Frank Grisanti na categoria "Direcção Técnica, Trabalho de Câmara, Controle de Vídeo Para Série". O episódio "The Tuxedo Begins" apareceu em duas categorias: "Melhor Edição de Imagem Para Série de Comédia de Câmara Única" pelo trabalho de Ken Eluto, e "Melhor Composição de Música para Série (Banda Sonora Dramática Original)" pelo trabalho de Jeff Richmond. "Leap Day" também foi candidatado para "Melhor Edição de Imagem Para Série de Comédia de Câmara Única" pelo trabalho de Meg Reticker. "Live from Studio 6H" foi também nomeado para "Melhor Direcção de Arte para Série de Câmara Múltipla" pelo trabalho de Teresa Masterpierro, Keith Raywood e Jennifer Greenberg.
Nos PAAFTJ Television Awards, a temporada recebeu seis nomeações: "Melhor Série de Comédia", "Melhor Actor Principal em Série de Comédia" para Baldwin, "Melhor Actor Convidado em Série de Comédia" para Jon Hamm pela sua representação em "Live from Studio 6H", "Melhor Actriz Convidada em Série de Comédia" para Chloë Grace Moretz pelo seu desempenho em "Standards and Practices", "Melhor Direcção para Série de Comédia" para Beth McCarthy-Miller pelo seu trabalho na direcção de "Live from Studio 6H" e "Melhor Argumento para Série de Comédia" para Robert Carlock e Vali Chandrasekaran pela escrita do guião de "Murphy Brown Lied to Us". A série venceu apenas na categoria "Melhor Actriz Convidada em Série de Comédia".

## Episódios
O enredo da temporada centrou-se em quatro histórias principais: Jack tenta encontrar a sua posição na KableTown e consegue resgatar a sua esposa da Coreia da Norte, mesmo tendo se apaixonado pela sua recém-conhecida sogra. Liz encontra um novo interesse amoroso e embarca num relacionamento que obriga-a a crescer e comportar-se como uma mulher adulta. Jenna ganha um novo estatuto como celebridade e questiona-se se o seu relacionamento amoroso continua ardente ou se tornou-se monótono. Kenneth abandona o serviço de estagiários e entra no departamento de supervisão de conteúdos, demonstrando assim um desabrochamento a nível profissional.
| 104 | 1  | "Dance Like Nobody's Watching"                          | John Riggi           | Tina Fey & Tracey Wigfield           | 12 de Janeiro de 2012   | 601 | 4,47 |
| De volta das férias de verão, Liz Lemon (interpretada por Tina Fey) tem uma nova visão da vida, enquanto Tracy Jordan (Tracy Morgan) tem ciúmes de Jenna Maroney (Jane Krakowski) por causa do seu trabalho como júri no programa de televisão America's Kidz Got Singing. No entanto, todo mundo adora odiar o programa, o que faz Jack Donaghy (Alec Baldwin) questionar o valor familiar do mesmo. Kenneth Parcell (Jack McBrayer) faz o que sempre quis fazer antes do juízo final. |    |                                                         |                      |                                      |                         |     |      |
| 105 | 2  | "Idiots Are People Two!"                                | Beth McCarthy-Miller | Robert Carlock                       | 19 de Janeiro de 2012   | 602 | 4,05 |
| Liz tenta esconder a identidade de seu novo namorado de Jack enquanto batalha para corrigir uma confusão publicitária. Enquanto isso, a recusa de Jack para aprovar o novo relacionamento de Liz causa com que esta questione o seu namoro. Kenneth e Jenna ligam para Kelsey Grammer quando surge um problema que somente a Gangue dos Melhores Amigos pode resolver. |    |                                                         |                      |                                      |                         |     |      |
| 106 | 3  | "Idiots Are People Three!"                              | Beth McCarthy-Miller | Robert Carlock                       | 26 de Janeiro de 2012   | 603 | 3,82 |
| Devon Banks (Will Arnett) retorna à NBC com uma ameaça contra Jack, mas este está preocupado em misturar-se na vida pessoal de Liz. Tracy defende os idiotas de todo o lado ao liderar um protesto. |    |                                                         |                      |                                      |                         |     |      |
| 107 | 4  | "The Ballad of Kenneth Parcell"                         | Jeff Richmond        | Matt Hubbard                         | 26 de Janeiro de 2012   | 604 | 3,98 |
| Liz e Jenna brigam como resultado de um comportamento egoísta de Jenna no seu papel no America's Kidz Got Singing. Jack elimina o programa de estagiários para impressionar Hank Hooper (Ken Howard), mas sofre as consequências do seu acto, enquanto Tracy contempla a sua própria mortalidade após um mal-entendido que resultou nele a não receber presentes de aniversário. |    |                                                         |                      |                                      |                         |     |      |
| 108 | 5  | "Today You Are a Man"                                   | Jeff Richmond        | Ron Weiner                           | 2 de Fevereiro de 2012  | 605 | 3,21 |
| Liz procura uma nova melhor amiga depois de descobrir que Jenna trocou a amizade delas pela fama. Jack decide encerrar o programa de estagiários a fim de impressionar Hank. Kenneth estabelece uma amizade com Hazel Wassername (Kristen Schaal). |    |                                                         |                      |                                      |                         |     |      |
| 109 | 6  | "Hey, Baby, What's Wrong"                               | Michael Engler       | Kay Cannon                           | 9 de Fevereiro de 2012  | 606 | 3,85 |
| 110 | 7  | "Hey, Baby, What's Wrong"                               | Michael Engler       | Kay Cannon                           | 9 de Fevereiro de 2012  | 607 | 3,85 |
| A febre do dia de São Valentim explode no TGS. Criss e Liz decidem celebrar o dia, mas precisam comprar uma mesa de jantar. Jack entretém a sua sogra, Diana Jessup (Mary Steenburgen), enquanto Jenna freneticamente pede para Pete Hornberger (Scott Adsit), na última da hora, prencher a vaga de produtor na sua primeira apresentação ao vivo no seu programa. Tracy e Frank tentam ajudar John D. Lutz (John Lutz) a encontrar alguém com quem passar o dia.                      |    |                                                         |                      |                                      |                         |     |      |
| 111 | 8  | "The Tuxedo Begins"                                     | John Riggi           | Dylan Morgan & Josh Siegal           | 16 de Fevereiro de 2012 | 608 | 3,59 |
| Zangado com Nova Iorque após ser assaltado, Jack decide proteger a segurança da elite da cidade, anunciando que vai concorrer para a Presidência da Câmara Municipal. Liz revela que irá sacrificar o bem da cidade para zelar pelos seus próprios interesses, e Jenna e Paul Lastname (Will Forte) estão entusiasmados com a perversão de agirem como um casal normal. |    |                                                         |                      |                                      |                         |     |      |
| 112 | 9  | "Leap Day"                                              | Steve Buscemi        | Luke Del Tredici                     | 23 de Fevereiro de 2012 | 609 | 3,71 |
| Jack aprende que o dia 29 de Fevereiro é mais do que um dia extra para fazer negócios. Liz gasta as suas primeiras férias intercalares a ajudar Jenna a seduzir um bilionário que conheceu na internet. Tracy pede aos guionistas do TGS para ajudarem-no a usar um quase expirado cartão da loja Benihana que vale tanto que será preciso um milagre do dia 29 de Fevereiro para usá-lo.                                                                                               |    |                                                         |                      |                                      |                         |     |      |
| 113 | 10 | "Alexis Goodlooking and the Case of the Missing Whisky" | Michael Slovis       | John Riggi                           | 1 de Março de 2012      | 610 | 3,77 |
| Para esconder o seu relacionamento com Lynn (Susan Sarandon), Frank convence a sua mãe de que está a namorar com Liz. Tracy e Jenna juntam-se para tentarem resolver o caso do desaparecimento do uísque de Pete. Jack ensina Kenneth a eliminar o seu primeiro nemesis. |    |                                                         |                      |                                      |                         |     |      |
| 114 | 11 | "Standards and Practices"                               | Beth McCarthy-Miller | Vali Chandrasekaran                  | 8 de Março de 2012      | 611 | 3,49 |
| Jack lida com os problemas de ter uma nemesis adolescente. Jenna prepara um surpreendente novo plano para ser publicitada. Liz detesta a nova autoridade que Kenneth tem sobre o TGS com o seu novo emprego. |    |                                                         |                      |                                      |                         |     |      |
| 115 | 12 | "St. Patrick's Day"                                     | John Riggi           | Colleen McGuinness                   | 15 de Março de 2012     | 612 | 4,00 |
| Jack sente-se sem mérito por receber o seu último prémio e tenta redimir-se ao jogar um jogo de tabuleiro com os argumentistas do TGS. Liz acredita que está amaldiçoada no Dia de São Patrício quando um dos seus ex-namorados aparece para descarrilar o seu relacionamento com Chriss. Hazel batalha para manter a paz entre Tracy e Jenna. |    |                                                         |                      |                                      |                         |     |      |
| 116 | 13 | "Grandmentor"                                           | Beth McCarthy-Miller | Sam Means                            | 22 de Março de 2012     | 613 | 3,31 |
| Liz debate-se com o seu papel como mentora de Hazel. Kenneth passa por um tempo difícil ao abandonar os seus serviços de estagiário e toma medidas drásticas para ter a certeza de que Tracy terá sempre alguém a tomar conta dele. Jack e Jenna inventam um plano para colocarem Avery Jessup (Elizabeth Banks) novamente nos holofotes. |    |                                                         |                      |                                      |                         |     |      |
| 117 | 14 | "Kidnapped by Danger"                                   | Claire Cowperthwaite | Tina Fey                             | 22 de Março de 2012     | 614 | 3,42 |
| A versão escrita de Liz da história de amor de Jack e Avery põe Jack confuso e frustrado pelos seus sentimentos por Diana. Jenna e Tracy tentam vencer "Weird Al" Yankovic no seu próprio jogo. Kenneth arranja um inesperado novo emprego na NBC. |    |                                                         |                      |                                      |                         |     |      |
| 118 | 15 | "The Shower Principle"                                  | Stephen Lee Davis    | Tom Ceraulo                          | 29 de Março de 2012     | 615 | 3,20 |
| Jack tenta inventar uma ideia para impressionar Hank e transformar a KableTown. Liz tenta o seu melhor em permanecer com um novo passatempo e provar que é uma nova mulher. Jenna pensa que está amaldiçoada. Tracy assina um contrato para fazer um novo filme para que possa pagar os seus impostos, cujos valores são muito elevados. |    |                                                         |                      |                                      |                         |     |      |
| 119 | 16 | "Nothing Left to Lose"                                  | John Riggi           | Lauren Gurganous & Nina Pedrad       | 5 de Abril de 2012      | 616 | 2,79 |
| Após ler a auto-avaliação desencorajadora de Pete como um trabalhador da KableTown, Jack assume a tarefa de fazer dele um homem respeitável. Tracy recupera o seu há muito perdido olfacto e se encontra particularmente afeiçoado ao odor de Liz. Kenneth inconscientemente ajuda Jenna a planear uma vingança contra os guionistas. |    |                                                         |                      |                                      |                         |     |      |
| 120 | 17 | "Meet the Woggels!"                                     | Linda Mendoza        | Ron Weiner                           | 12 de Abril de 2012     | 617 | 2,98 |
| Quando uma complicação de saúde coloca Colleen Donaghy (Elaine Stritch) no hospital, Liz encoraja Jack a compartilhar os seus sentimentos antes que seja tarde de mais. Jenna tenta namorar um músico. Tracy tenta convencer o seu filho a não entrar na universidade. |    |                                                         |                      |                                      |                         |     |      |
| 121 | 18 | "Murphy Brown Lied to Us"                               | John Riggi           | Robert Carlock & Vali Chandrasekaran | 19 de Abril de 2012     | 618 | 3,06 |
| Jack arranja um encontro às cegas à Liz para mostrá-la o que ela está a perder no seu relacionamento com Chriss. Na KabeTown, Jack tem de agir rápido quando o seu plano de manufacturar sofás atinge uma colisão. Com a ajuda de Tracy, Jenna orquestra uma humilhação pública para chamar a atenção de Paul. |    |                                                         |                      |                                      |                         |     |      |
| 122 | 19 | "Live from Studio 6H"                                   | Beth McCarthy-Miller | Jack Burditt & Tina Fey              | 26 de Abril de 2012     | 619 | 3,47 |
| Quando os chefes da Kabletown anunciam que deixarão de pagar para que o TGS seja um programa ao vivo, Liz e Jack apercebem-se que as suas vidas serão mais fáceis se eles filmarem episódios rápidos e baratos. Apenas Kenneth protesta, que insiste que nada pode substituir a experiência comum da televisão ao vivo. Ele tenta convencer o pessoal do TGS a lutar pelo direito de serem exibidos ao vivo.                                                                            |    |                                                         |                      |                                      |                         |     |      |
| 123 | 20 | "Queen of Jordan 2: The Mystery of the Phantom Pooper"  | Ken Whittingham      | Luke Del Tredici & Tracey Wigfield   | 3 de Maio de 2012       | 620 | 3,04 |
| Angie Jordan (Sherri Shepherd) estreia a sua nova colecção de moda, e traz consigo as duas câmaras intrometidas do seu reality show de volta ao TGS. No entanto, o programa de Angie acaba por focar-se em dramas que rodeiam Jack, na medida que ele recebe notícias sobre a sua mulher e enfrenta os seus sentimentos para com Diana. |    |                                                         |                      |                                      |                         |     |      |
| 124 | 21 | "The Return of Avery Jessup"                            | John Riggi           | Josh Siegal & Dylan Morgan           | 10 de Maio de 2012      | 621 | 2,92 |
| Jack suspeita que Avery está a esconder algo quando ela fica indiferente às notícias das suas indiscrições. Liz adopta o papel de ganha-pão, para o desgosto de Chriss. Tracy e Kenneth tentam ajudar Jenna a encontrar um patrocinador para o seu casamento que se avizinha. |    |                                                         |                      |                                      |                         |     |      |
| 125 | 22 | "What Will Happen to the Gang Next Year?"               | Michael Engler       | Matt Hubbard                         | 17 de Maio de 2012      | 622 | 2,84 |
| Determinado a provar que o seu casamento sobreviveu ao rapto de Avery, Jack pede a Liz para oficiar a renovação dos seus votos. Chriss tenta convencer Liz de que vale a pena ele ficar por perto. Tracy se encontra com Cornel West para discutir a sua influência como uma celebridade negra. |    |                                                         |                      |                                      |                         |     |      |

## Promoção e publicidade
A promoção para a temporada iniciou em 2011. Em Junho, a Entertainment Weekly abriu um inquérito sobre se a NBC devia substituir Tracy Morgan do seu papel. 63,15 por cento dos votantes estiveram contra a substituição. A NBC publicou um trailer promocional em Dezembro na sua página oficial. O vídeo apresenta a continuidade das férias de Liz a fazer serviço comunitário voluntário, um comentário do actor James Marsden sobre a sua participação e como a sua personagem iria afectar e interagir com Liz, a opinião de Alec Baldwin a respeito desse mesmo assunto, e pequenas aparições de Kelsey Grammer, Will Arnett, Denise Richards e Kristen Schaal. Sean O'Neal, do The A.V. Club, elogiou o trailer e a aparição de Grammer, comentando que a partir dele "vê-se que a série será bestial". A Entertainment Weekly abriu novamente um inquérito sobre quem deveria ser o novo namorado de Liz durante a temporada, sendo que os votantes tinham que escolher entre Armie Hammer, Channing Tatum, Shemar Moore, Freddie Prinze, Jr. e Justin Timberlake. Timberlake venceu com 36,74 por cento dos votos, tendo Prinze, Jr. ficado em segundo com 24,73 por cento dos votos, e Tatum em último com apenas 5,43 por cento dos votos.
A 5 de Janeiro de 2012, o The Huffington Post publicou um vídeo que compila as imagens nostálgicas e analepses mais cómicas de Liz. A 11 de Janeiro, o sítio Uproxx.com publicou o vídeo das "Quinze Melhores Referências à Cultura Popular de 30 Rock", e cinco dias depois, a NBC publicou novamente um vídeo, desta vez era o Shit Liz Lemon Says. O vídeo é uma compilação dos momentos mais engraçados de Liz. A 3 de Fevereiro de 2012, foi prestado um tributo burlesco à 30 Rock, particularmente à personagem Liz Lemon, no Bar Matchless em Brooklyn. Ainda nesse mês, Tina Fey e Alec Baldwin, juntamente com várias outras estrelas da NBC, participaram de um comercial promocional para o evento desportivo Super Bowl. A 16 de Março seguinte, o The Huffington Post publicou um vídeo intitulado "As Aventuras de Celebridade de Jenna", que apresenta trechos nos quais Jenna faz referência aos seus supostos parceiros amorosos, e as suas brigas com outras celebridades. Podemos ver clipes nos quais a personagem revela que já teve uma briga enorme com Raven-Symoné, uma relação sexual estranha com Mickey Rourke, e também esteve em um ménage à trois com Tom Arnold e Roseanne Barr. A 30 de Março, Tracy Morgan foi entrevistado no programa Late Night with David Letterman, onde falou sobre o seu colapso no Festival Sundance Film e fez comentários sobre a sexta temporada de 30 Rock. Além disso, Morgan fez uma imitação do colega Baldwin, que um mês antes havia sido expulso de um avião por recusar-se a desligar o seu telemóvel celular.

## Lançamento em DVD
O DVD da sexta temporada foi distribuído na Região 1 (Estados Unidos, Canadá) a partir de 11 de Setembro de 2012 e na Região 4 a 7 de Novembro do mesmo ano, enquanto que não Região 2 foi disponibilizado a partir de Abril do ano seguinte. O box set é um conjunto de três discos compostos pelos 22 episódios. O idioma é o inglês, com legendas em castelhano.
| 30 Rock — Season 6 (#375049) | 30 Rock — Season 6 (#375049) | 30 Rock — Season 6 (#375049) | 30 Rock — Season 6 (#375049) |
| Detalhes do DVD | Detalhes do DVD | Características especiais | Características especiais |
| --- | --- | --- | --- |
| - 22 episódios - Duração: - Disco 1: 3h12m - Disco 2: 2h52m - Disco 3: 1h50m - Conjunto de 3 discos - Widescreen Anamórfico (1:78:1) - Peso: 0.32 kg - Idiomas: - Inglês (com legendas) - Legendas em castelhano - Som: - Dolby Digital 5.1 Surround - Dolby Digital 2.0 Stereo | - 22 episódios - Duração: - Disco 1: 3h12m - Disco 2: 2h52m - Disco 3: 1h50m - Conjunto de 3 discos - Widescreen Anamórfico (1:78:1) - Peso: 0.32 kg - Idiomas: - Inglês (com legendas) - Legendas em castelhano - Som: - Dolby Digital 5.1 Surround - Dolby Digital 2.0 Stereo | Disco 1: - Comentário em áudio de "Dance Like Nobody's Watching" com Tracey Wigfield e Tom Ceraulo. Disco 2: - Comentário em áudio de "Alexis Goodlooking and the Case of the Missing Whisky" com Judah Friedlander; - Comentário em áudio de "Standards and Practices" com Jack McBrayer e o seu sobrinho. Disco 3: - Comentário em áudio de "Live from Studio 6H" com Jane Krakowski e Jeff Richmond. Cenas cortadas: - Por trás das cenas de "Live from Studio 6H"; - Versão da Costa Ocidental de "Live from Studio 6H"; - Cheyenne Jackson e Jane Krakowski: Live from Studio 6H Warm Up. | Disco 1: - Comentário em áudio de "Dance Like Nobody's Watching" com Tracey Wigfield e Tom Ceraulo. Disco 2: - Comentário em áudio de "Alexis Goodlooking and the Case of the Missing Whisky" com Judah Friedlander; - Comentário em áudio de "Standards and Practices" com Jack McBrayer e o seu sobrinho. Disco 3: - Comentário em áudio de "Live from Studio 6H" com Jane Krakowski e Jeff Richmond. Cenas cortadas: - Por trás das cenas de "Live from Studio 6H"; - Versão da Costa Ocidental de "Live from Studio 6H"; - Cheyenne Jackson e Jane Krakowski: Live from Studio 6H Warm Up. |
| Datas de lançamento | | | |
| Região 1 | Região 2 | Região 2 | Região 4 |
| 11 de Setembro de 2012 | 15 de Abril de 2013 | 15 de Abril de 2013 | 7 de Novembro de 2012 |